# 杜爾貝克河
51°45′29.5″N 8°54′15.9″E / 51.758194°N 8.904417°E

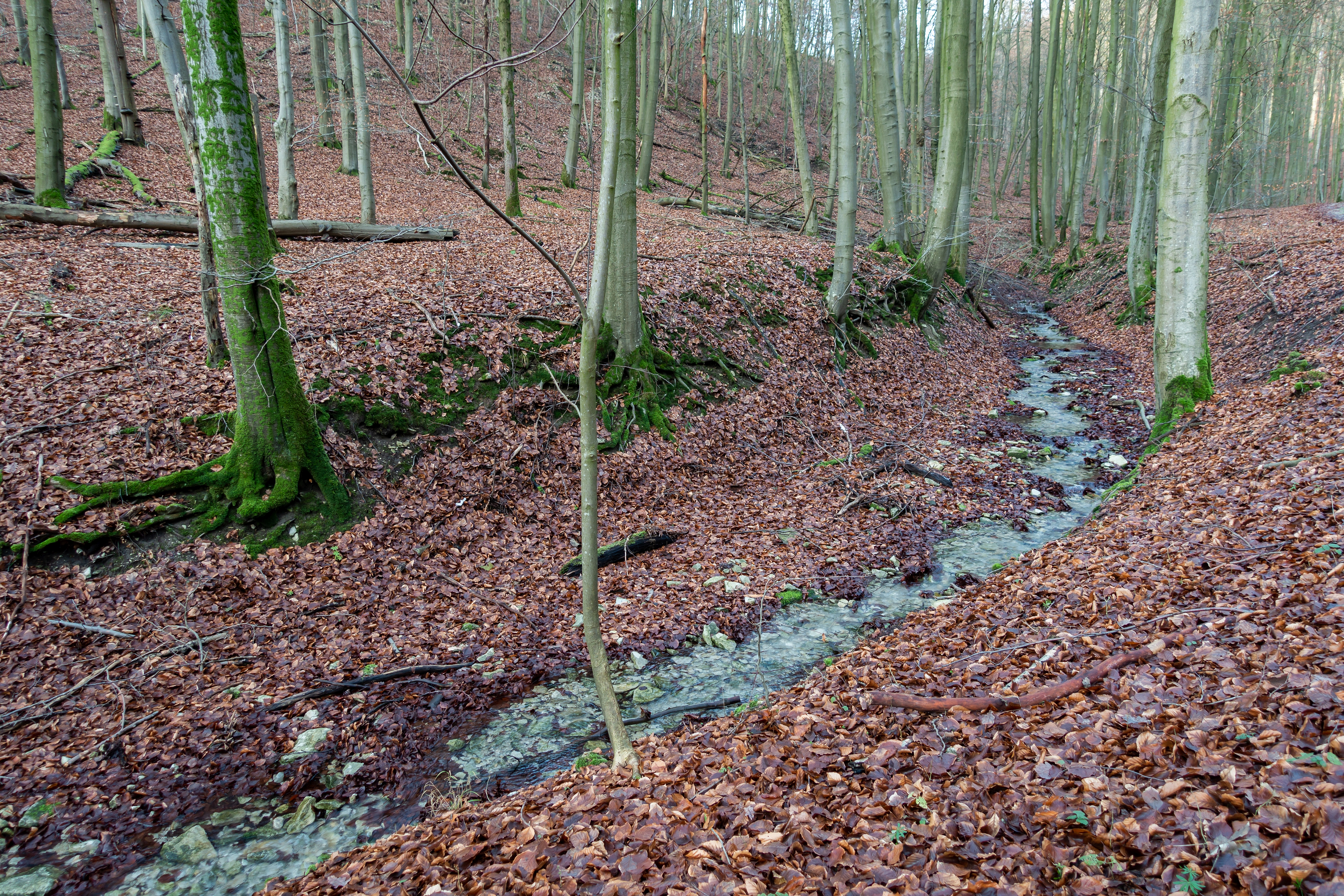
杜爾貝克河

杜爾貝克河（德語：Durbeke），是德國的河流，位於該國西部，流經北萊茵-威斯特法倫州，屬於貝克河的右支流，河道全長8.7公里，流域面積11平方公里。

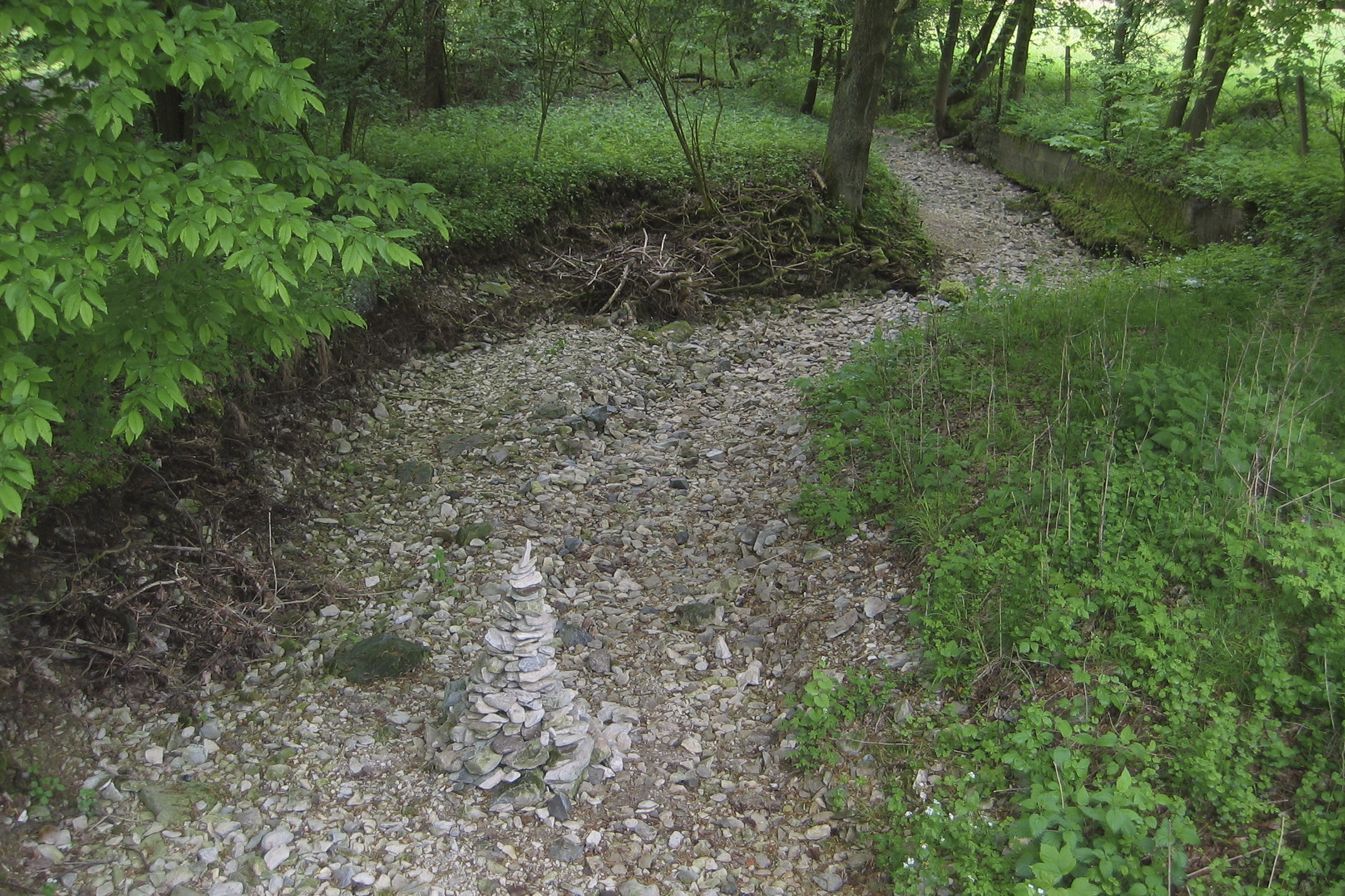
乾涸後